# Betan
Betan – gaun wikas samiti w zachodniej części Nepalu w strefie Bheri w dystrykcie Surkhet. Według nepalskiego spisu powszechnego z 2001 roku liczył on 453 gospodarstw domowych i 2838 mieszkańców (1415 kobiet i 1423 mężczyzn).